# Stazione di Gemelli
La stazione di Gemelli (già chiamata Roma Pineta Sacchetti) è la fermata a servizio del Policlinico Gemelli a Roma. Si trova nel quartiere Quartiere XIV Trionfale, tra Pineta Sacchetti e la Columbus. La stazione è costruita al confine tra le zone urbanistiche Medaglie d’Oro (19A) e Pineto (19F).

## Storia
Dal 1968 il Policlinico Gemelli era raggiungibile dalla stazione di Roma Balduina, tuttavia la crescente crescita della densità abitativa rese necessaria la costruzione di una nuova fermata. La fermata venne attivata il 1º marzo 1971 con il nome di Roma Pineta Sacchetti.
Successivamente, con il raddoppio del binario, venne completamente ricostruita in galleria e assunse il nome attuale.

## Strutture e impianti
La fermata dispone di un fabbricato viaggiatori, che ospita le banchine sotterranee realizzate a cielo aperto in superficie e i servizi.
È dotata di due binari passanti per il servizio viaggiatori.
La fermata è stata recentemente ristrutturata nel periodo estivo del 2017  nel colore bianco. Sono stati riparati gli ascensori ed è stato inaugurato un nuovo bar.

## Movimento
La fermata è ubicata lungo la ferrovia Roma - Capranica - Viterbo ed è servita dalla linea regionale FL3. Vi fermano tutti i treni regionali per Bracciano, Cesano, Roma Tiburtina, Roma Ostiense, ad eccezione dei Regionali Veloci da e per Viterbo.
La tipica offerta nelle ore di morbida dei giorni lavorativi è di un treno ogni 15 minuti per Roma Ostiense, Roma Tiburtina e Cesano, un treno ogni 30 minuti per Bracciano e un treno ogni ora per Viterbo.

## Servizi
La stazione dispone di:
- Biglietteria automatica
- Bar
- Servizi igienici

## Interscambi
- Fermata autobus ATAC